# Osage County (Oklahoma)
Das Osage County ist ein County im US-amerikanischen Bundesstaat Oklahoma. Das U.S. Census Bureau hat bei der Volkszählung 2020 eine Einwohnerzahl von 45.818 ermittelt. Der Verwaltungssitz (County Seat) ist Pawhuska.

## Geografie
Das County liegt im Norden von Oklahoma und grenzt an Kansas. Es hat eine Fläche von 5967 Quadratkilometern, wovon 137 Quadratkilometer Wasserfläche sind. Im Südwesten wird das County vom Arkansas River begrenzt. An das Osage County grenzen folgende Nachbarcountys:
|              | Chautauqua County (Kansas) | Montgomery County (Kansas) |
| Kay County   |                            | Washington County          |
| Noble County | Pawnee County              | Tulsa County               |

## Geschichte

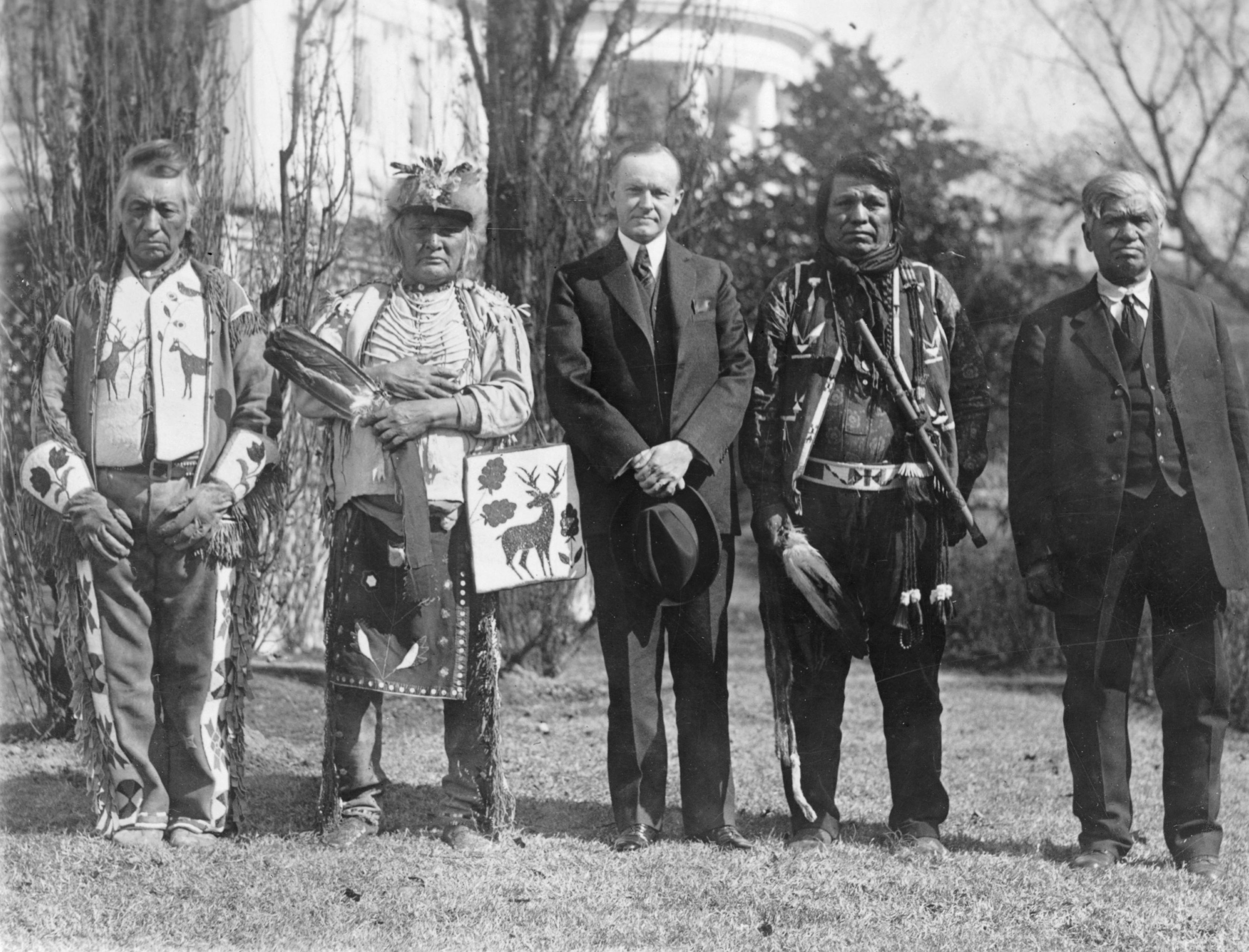
Vertreter des Volks der Osage 1924 mit Präsident Calvin Coolidge

Das Osage County wurde am 16. Juli 1907 als Original-County aus Osage-Land, dem Indianer-Reservat der Osage, gebildet.
23 Bauwerke und Stätten des Countys sind im National Register of Historic Places (NRHP) eingetragen (Stand 5. Juni 2018).
Aus Foraker stammte Ben Johnson (1918–1996), Filmschauspieler, Stuntman und Cowboy.

## Demografische Daten
Nach der Volkszählung im Jahr 2010 lebten im Osage County 47.472 Menschen in 18.406 Haushalten. Die Bevölkerungsdichte betrug 8,1 Einwohner pro Quadratkilometer. In den 18.406 Haushalten lebten statistisch je 2,48 Personen.
Ethnisch betrachtet setzte sich die Bevölkerung zusammen aus 66,4 Prozent Weißen, 11,6 Prozent Afroamerikanern, 14,5 Prozent amerikanischen Ureinwohnern, 0,3 Prozent Asiaten sowie aus anderen ethnischen Gruppen; 7,1 Prozent stammten von zwei oder mehr Ethnien ab. Unabhängig von der ethnischen Zugehörigkeit waren 3,2 Prozent der Bevölkerung spanischer oder lateinamerikanischer Abstammung.
23,9 Prozent der Bevölkerung waren unter 18 Jahre alt, 60,7 Prozent waren zwischen 18 und 64 und 15,4 Prozent waren 65 Jahre oder älter. 49,6 Prozent der Bevölkerung war weiblich.

Das jährliche Durchschnittseinkommen eines Haushalts lag bei 42.847 USD. Das Pro-Kopf-Einkommen betrug 21.797 USD. 13,6 Prozent der Einwohner lebten unterhalb der Armutsgrenze.

## Ortschaften im Osage County
Citys
| - Barnsdall - Bartlesville1 - Hominy - Pawhuska | - Ponca City2 - Sand Springs3 - Shidler - Tulsa4 |

Towns
| - Avant - Burbank - Fairfax - Foraker | - Grainola - Osage - Prue - Skiatook3 | - Webb City - Wynona |

Census-designated place (CDP)
- McCord

Andere Unincorporated Communities
| - Apperson - Bowring - Carter Nine - Gray Horse - Little Chief | - Lynn Addition - McCord - Nelagony - Okesa - Pearsonia | - Pershing - Tallant - Whippoorwill - Wild Horse - Wolco |

1 – teilweise im Washington County

2 – teilweise im Kay County

3 – teilweise im Tulsa County

4 – überwiegend im Tulsa County, teilweise auch im Wagoner County

## Gliederung
Das Osage County ist in drei Census County Divisions (CCD) gegliedert:
| CCD                 | Einwohner (2010) | FIPS     |
| ------------------- | ---------------- | -------- |
| Barnsdall CCD       | 3226             | 40-90195 |
| Fairfax CCD         | 2106             | 40-91092 |
| Hominy CCD          | 5983             | 40-91404 |
| McCord-Braden CCD   | 2714             | 40-91742 |
| Northwest Osage CCD | 1426             | 40-92301 |
| Pawhuska CCD        | 7532             | 40-92496 |
| Southeast Osage CCD | 24.485           | 40-92964 |